# 김원기 (레슬링 선수)
김원기(金原基, 1962년 1월 6일 ~ 2017년 7월 27일)는 대한민국의 그레코로만형 레슬링 선수로, 1984년 하계 올림픽 올림픽 레슬링에서 금메달을 획득하였다. 

## 선수경력
전라남도 함평 출신으로, 함평농고 1학년때 처음으로 레슬링을 시작하였다. 레슬링 선수로는 드물게 전남대학교에 진학을 하였으며 1983년 대표선발전에 처음으로 대표에 뽑혀 태릉선수촌에 입촌하였다. 소련 키예프에 열린 1983년 세계 레슬링 선수권대회에 출전할 예정이었으나 그해 대한항공 피격사건이 일어나면서 대한민국 대표팀이 대회 불참을 선언하는 바람에 참가하지 못하였다.

### 1984년 하계 올림픽
김원기는 예선 라운드에서 1980년 모스크바 올림픽 금메달리스트인 그리스의 스텔리오스 미지아키스에게 14-2 테크니컬 폴승을 거두어 파란을 예고하였으며, 결승전에서는 스웨덴의 요한슨과 3-3 동점으로 경기를 마쳤으나 3점짜리 큰 기술로 점수를 얻은 덕분에 어드밴티지를 적용받아 행운의 승리를 거두어 금메달을 거머쥐었다. 이는 1948년 런던 올림픽에 대한민국이 처음으로 올림픽 출전을 한 이래 1976년 몬트리올 올림픽 금메달리스트 양정모에 이어 2번째로 따낸 금메달이며 대한민국의 첫 번째 그레코로만형 레슬링 금메달이었다.

## 은퇴
1984 올림픽 이후에도 계속 현역생활을 하였으나 1986년 아시안게임 대표 선발전에서 안대현 (1988년 서울올림픽 동메달리스트)에게 패배하여 탈락하면서 은퇴선언을 하였다. 이후 삼성생명 영업사원으로 변신하여 2000년까지 근무를 하였다. 현재 환경사업 관련 회사 대표이사를 맡고 있으며, 2009년 경희대학교에서 체육학 박사 학위를 받아 화제가 되기도 하였다.